# Герман Штеннер
Герман Штеннер (нім. Hermann Stenner; 12 березня 1891, Білефельд — 5 грудня 1914, Ілова, нині Польща) — німецький художник і графік.

## Життя і творчість
Народився уродині художника Гуго Штеннера. Вже під час навчання в реальному училищі писав копії робіт старих майстрів. У 1908 році вступає до Школи прикладного мистецтва в Білефельді. З квітня 1909 року до Мюнхенської академії витончених мистецтв, в класі Генріха Кніра. Літо молодий художник проводить в художньому училищі Ганса фон Гаєка в Дахау, де робить значні успіхи в оволодінні прийомами живопису. Пізніше Кніра і фон Гаєр рекомендують Штернеру продовжити свою освіту в Штутгарті, у професора Крістіана Лангенбергера. В кінці березня 1910 року приїжджає в Штутгарт і вступає до Вюртемберзької Королівської академії мистецтв, в клас Лангенберг. Тут вже в жовтні 1911 року Штеннер переходить в клас Адольфа Гельцеля, що мав зовсім інші погляди на художню творчість, ніж всі попередні вчителі Штеннера. Молодий художник натхненно сприйняв цей «новий стиль», що зробив величезний вплив на ранню його творчість. Влітку 1912 року він разом з Гельцелем здійснює тривалу навчальну поїздку в гористий регіон Моншау, де пише полотна в футуристичному і імпресіоністичному стилях, а також створює значну кількість малюнків. В серпні 1912 він проводить спільно зі своїм другом, істориком мистецтв Гансом Гільдебрандтом і його дружиною Лілі, чотири тижні в Парижі.
У 1913 році Штеннер отримує запрошення взяти участь у «Першій німецькій виставці експресіонізму» в Дрездені. У 1913 році він — разом з художниками Віллі Баумайстерем й Оскаром Шлеммером — отримує замовлення на розписи будівлі, де проводилась Кельнська профспілкова виставка 1914 року. Виконаний ними модерністський центральний фриз викликав найрізноманітнішу реакцію — від безумовного схвалення до повного неприйняття.
З початком Першої світової війни Штеннер, як О. Шлеммер, іде добровольцем на фронт. Потрапивши спочатку зі своїм 119-м Вюртемберзьким гренадерським полком «Королева Ольга» на Західний фронт, уже в листопаді того ж року був відправлений на Східний фронт, в Сілезію. Вбитий раннім ранком 5 грудня 1914 року під час боїв біля містечка Ілова.
За своє недовге (близько 5 років) творче життя Г. Штеннер залишив значний слід в модерністському мистецтві початку XX сторіччя. Він є автором приблизно 280 полотен і понад 1500 графічних робіт, що характеризують поступовий перехід майстра від імпресіоністичного стилю до експресіонізму (в першу чергу під впливом робіт В. Кандинського та пізніше — А. Гельцеля. Від 2015 року у рідному місті художника, на віллі Вебер був відкритий музей Германа Штеннера (нім. Museum Hermann-Stenner-Haus).

## Галерея

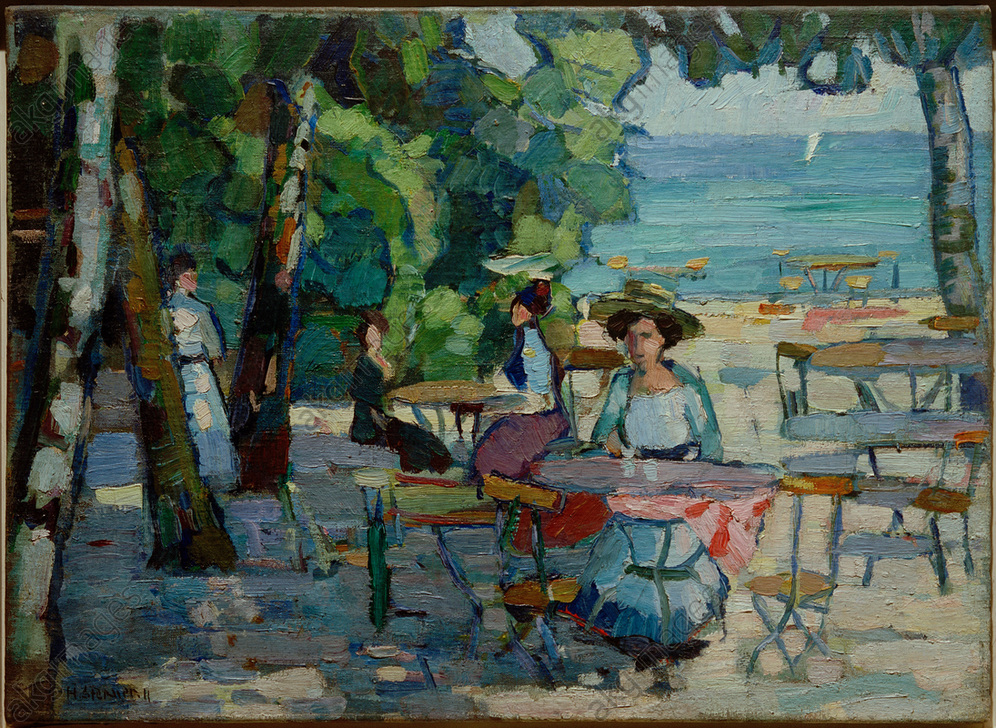
Кав'ярня на озері Аммерзее (1911)
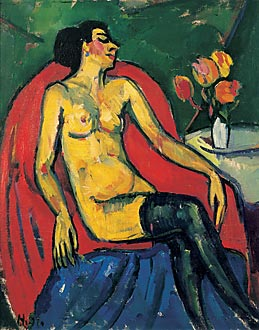
Сидяча гола (1911)
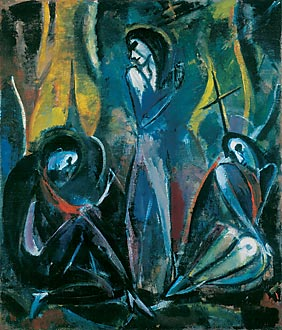
Воскресіння
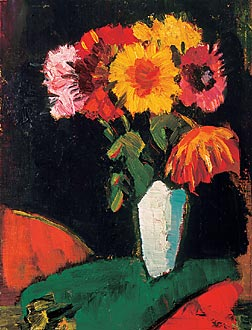
Натюрморт з квітами (1912)
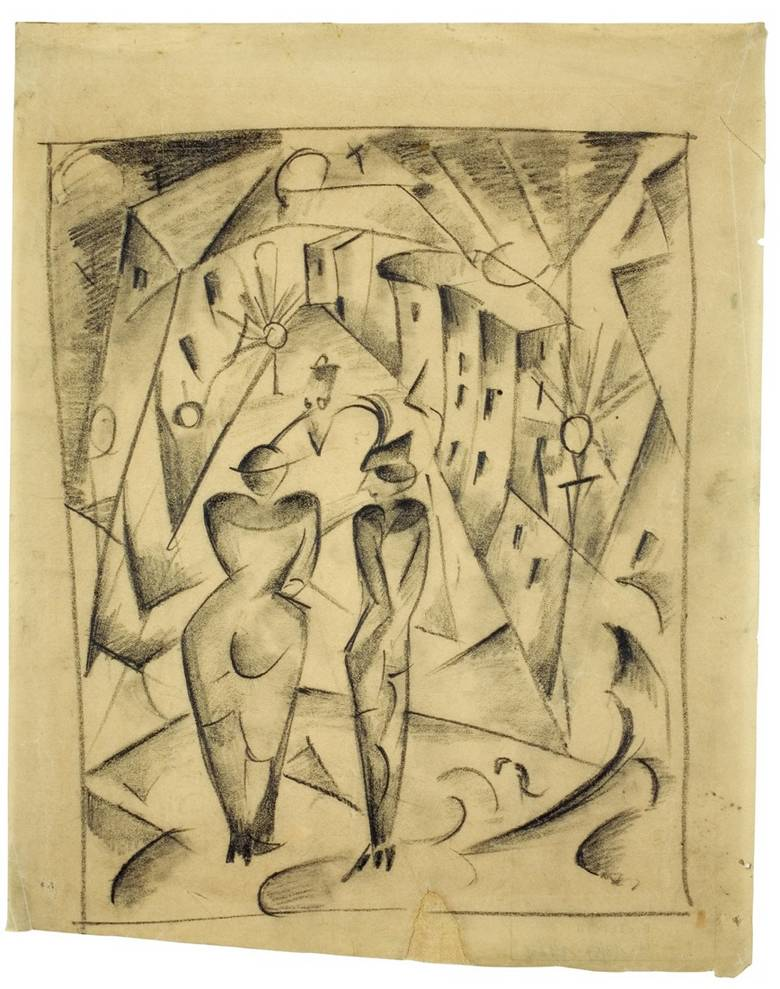
Дві жінки на вулиці (1913)
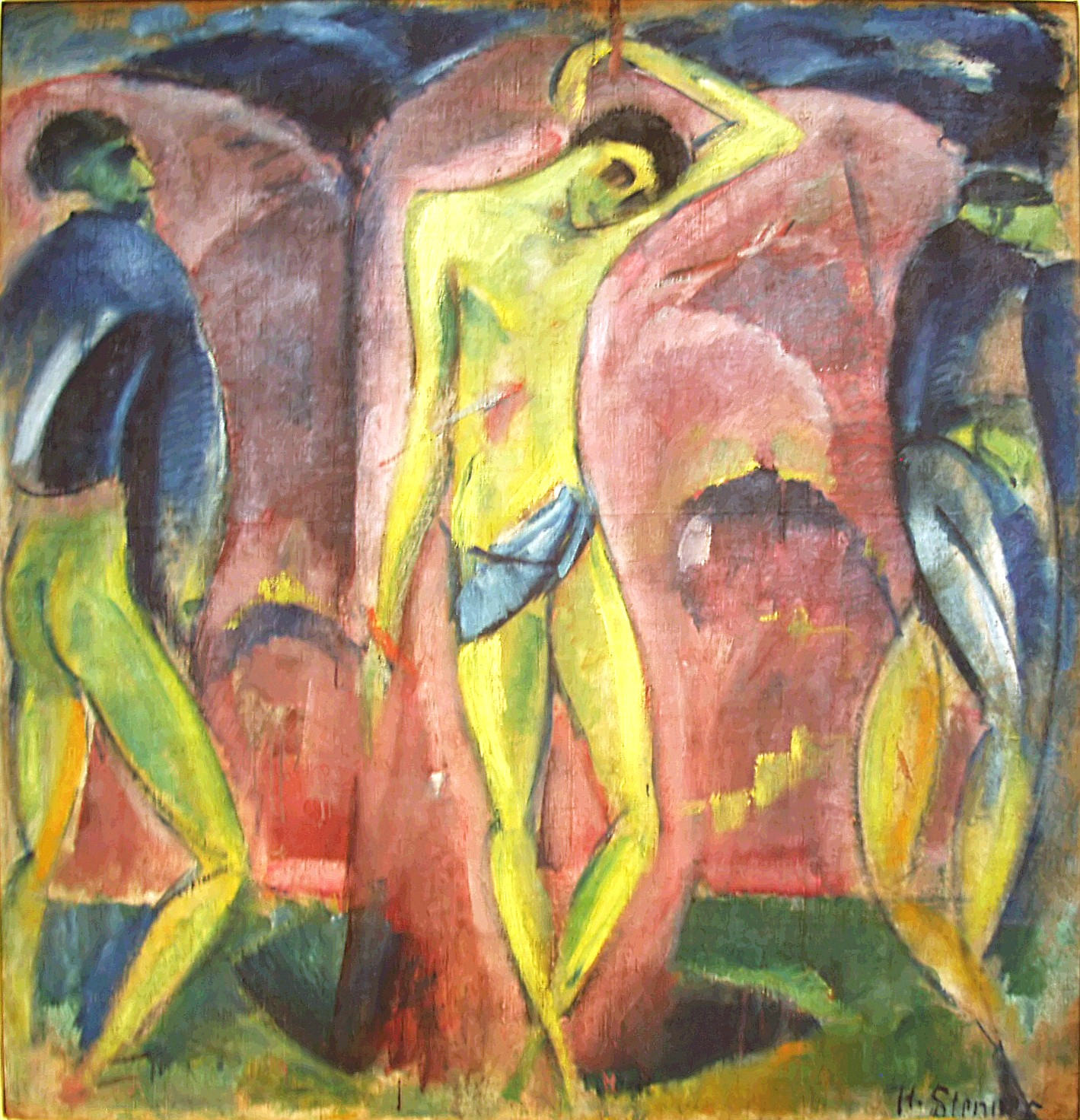
Св. Себастьян (1914)